# پیچا اوترا
پیچا اوترا (تایلندی: พิชา อุทรา؛ زادهٔ ۷ ژانویهٔ ۱۹۹۶) بازیکن فوتبال اهل تایلند است.
از باشگاه‌هایی که در آن بازی کرده‌است می‌توان به اشاره کرد.
وی همچنین در تیم‌های ملی فوتبال زیر ۲۳ سال تایلند و تایلند بازی کرده‌است.